# Journaux de voyage
Journaux de voyage  est un ouvrage autobiographique de l'écrivain Albert Camus paru à titre posthume, avec un texte établi, présenté et annoté par Roger Quilliot. 

## Présentation et contenu
Journaux de voyage est un récit en deux parties, issu des notes qu'Albert Camus avait prises à l'occasion des deux voyages qu'il effectua en Amérique : 
- en Amérique du Nord de mars à mai 1946,
- en Amérique du Sud de juin à août 1949.

Après des hésitations, Francine Camus et Roger Quilliot décidèrent de réunir ces deux récits et de les publier à part bien que le premier ait été inclus dans les cahiers du deuxième tome des Carnets. Le ton de ces deux relations de voyage est assez différent dans la mesure où pour le premier aux États-Unis, Camus évoque peu aussi bien son voyage que son séjour, plus préoccupé semble-t-il par l'écriture de La Peste, alors en pleine gestation, que de l'évolution des États-Unis.
Son regard sur ce pays est très ambivalent, tantôt admiratif pour le travail accompli, tantôt soucieux de la démesure, de la supériorité de cette société qu'il découvre et a du mal à comprendre, de cet expansionnisme qu'il soupçonne et constate parfois. Il gardera toujours son quant-à-soi vis-à-vis des Américains et refusera toujours de choisir entre le capitalisme américain et le communisme soviétique. Il confie à son ancien instituteur monsieur Germain, pour qui il a une tendresse infinie : « Mon voyage en Amérique m'a appris beaucoup de choses qu'il serait trop long de détailler ici. C'est un grand pays, fort et discipliné dans la liberté, mais qui ignore beaucoup de choses et d'abord l'Europe. » De plus, les autorités américaines ne voient pas forcément d'un bon œil ce journaliste marqué à gauche débarquer dans leur pays et ne lui facilitent pas les choses.
Le voyage en Amérique du Sud effectué presque trois ans plus tard, est d'une toute autre teneur. Là-bas, il est fêté comme un écrivain reconnu mais malheureusement, son voyage sera gâché par une nouvelle attaque de tuberculose dont il mettra longtemps à se remettre. À son retour en France, il partira plusieurs mois en convalescence d'abord à Cabris près de Grasses puis dans les Vosges. Il répugnera désormais à entreprendre ce genre de voyage, par exemple au Japon où on lui offre des conditions exceptionnelles, faisant cependant deux exceptions pour des pays méditerranéens qui lui sont chers, l'Italie et la Grèce. En fait le voyage est assez inégal, avec un programme souvent chargé et parfois il s'ennuie, gêné par les réceptions, les mondanités qu'il déteste. Si loin de chez lui, il ressent un sentiment d'exil qui, allié à la maladie, le conduisent sur la pente d'une dépression qui parvient à surmonter à force de volonté. Il est par contre très intéressé par les contrastes qu'il découvre, une richesse voyante opposée à une extrême pauvreté, existence raffinée et mœurs barbares, la surpopulation des grandes cités, qui aurait tendance à l'angoisser.

Paradoxalement note Roger Quilliot, lui qui parcourut l'Europe durant sa jeunesse, bougea assez peu quand il fut un écrivain reconnu et l'achat de sa maison de Lourmarin n'aurait sans doute rien arrangé.